# L'Immortel (film, 2019)
Pour les articles homonymes, voir Immortel.
Pour plus de détails, voir Fiche technique et Distribution.
L'Immortel (L'immortale) est un film italien réalisé par Marco D'Amore, sorti en 2019. Il s'inscrit dans l'univers de la série télévisée Gomorra.

## Synopsis
Après avoir failli être abattu par Gennaro Savastano sur un bateau dans le golfe de Naples, Ciro Di Marzio est secouru et reçoit des soins médicaux incognito. Il est ensuite employé par le chef du crime Don Aniello Pastore qui a des liens avec la mafia russe en Lettonie, dirigée par Yuri Dobeshenko, qui sont en désaccord avec les gangs lettons indigènes. Ciro déménage en Lettonie pour devenir le négociateur de Pastore avec Dobeshenko, après quoi il est kidnappé par un gang letton qui exige que les Italiens leur vendent de la cocaïne à la place.
Ciro renoue avec son mentor d’enfance Bruno qui, sous les auspices de Pastore, transforme les vêtements importés pour les revendre en tant que « marques de créateurs » et sert d’intermédiaire avec Ciro. Bruno héberge Ciro avec sa famille de gang, qui comprend Virgilio et sa femme Vera.
Ciro conduit ostensiblement de la drogue à une réunion avec les Lettons. Cependant, la cargaison contient des Russes qui tuent la plupart des Lettons, la drogue étant livrée par Bruno à Dobeshenko. La famille de Bruno a remis en question la sécurité du traitement de grandes quantités de cocaïne, mais a vu qu’ils n’avaient pas le choix, surtout après que Ciro ait fourni un gros paiement russe tout en déclarant que la famille de Bruno travaillerait pour lui, pas pour Pastore. Virgilio apporta des nouvelles d’une aggravation de la situation à Naples, mais la sécurité continue de Gennaro Savastano. Ciro, interrogé, a expliqué qu’il avait demandé à Gennaro de lui tirer dessus.
Un an plus tard, alors que Bruno dit à Ciro qu’il a décidé de retourner à Naples, une nouvelle cargaison de drogue est volée de force par les Lettons. Dobeshenko a déclaré que la perte était la responsabilité de Ciro et qu’il devrait récupérer les médicaments. Pour faire valoir son point de vue, Dobeshenko a abattu Virgilio.
Ciro emmène Bruno négocier avec les Lettons, leur disant qu’il a changé de camp. Il revient et conseille la prudence aux femmes du gang de Bruno, et demande l’aide de Vera. Ciro emmène à nouveau Bruno à la rencontre des Lettons, conduisant ensemble dans un convoi de voitures avec le Letton en remorque; les voitures des Lettons explosent. Ciro dit à Bruno qu’il savait que c’était lui qui avait aidé à mettre en place le raid letton. Bruno exprime son ressentiment envers Ciro pour tout ce qu’il est devenu et qu’il n’a pas fait. Ciro raconte son amertume envers Bruno causant la mort de Stella, la petite amie de Bruno, mais refuse de le tuer, ce qui est trop facile. Un convoi Dobeshenko arrive, avec Vera comme otage. Vera a été libérée et Bruno est entré dans les bois. Dobeshenko dit que les ennemis devraient toujours être tués; Ciro lui tire dessus, disant aux gardes du corps de Dobeshenko qu’il n’y a plus de patrons, ce qu’ils acceptent.
Plus tard, Ciro reçoit la tête coupée de Don Aniello Pastore, et une voiture arrive avec Gennaro Savastano; lui et Ciro marchent l’un vers l’autre.

## Flashbacks
Tout au long du film, il y a des flashbacks sur les débuts de Ciro à Naples. Ciro avait été sauvé bébé du tremblement de terre de Naples en 1980 dans lequel sa famille avait été tuée. Enfant, il a été envoyé dans un orphelinat, tombant sous l’influence de Bruno, un petit criminel qui contrôlait un gang de voleurs d’enfants, et a collaboré avec le gangster napolitain et contrebandier « Blackbird » (o Merlo »). Bruno, insatisfait de ses récompenses de Blackbird, est devenu enthousiaste lorsqu’on lui a donné un rôle dans la contrebande de cigarettes. En raison de son talent précoce et de son affection pour lui, Bruno a invité Ciro à regarder sa petite amie, Stella, chanter dans un restaurant de club. Ciro s’est entiché d’elle.
Au cours d’une opération de contrebande pour Blackbird, les vedettes rapides de Bruno ont été poursuivies par la police, avec Ciro et Bruno dans l’un des bateaux. Ciro s’est sacrifié et a sauvé la course en sautant dans l’eau, les poursuivants s’arrêtant pour le sauver. Blackbird a exprimé son appréciation de Ciro et son mécontentement envers Bruno qui a mis en danger son opération. Lors d’une course de contrebande ultérieure, Bruno a déchargé de la contrebande pour son propre usage en représailles aux affronts de Blackbird. Réalisant son erreur et le besoin de s’excuser, il envoya Ciro inviter Blackbird à une réunion, au cours de laquelle Blackbird fut pris en embuscade, mais il s’échappa. Plus tard, en représailles à l’embuscade, Stella a été abattue alors qu’elle quittait un club, devant Ciro.
De retour à Secondigliano, Ciro a été accueilli par Attilio, qui l’a invité à rencontrer Don Pietro Savastano.

## Fiche technique
- Titre : L'Immortel
- Titre original : L'immortale
- Réalisation : Marco D'Amore
- Scénario : Leonardo Fasoli, Maddalena Ravagli, Marco D'Amore, Francesco Ghiaccio et Giulia Forgione
- Musique : Mokadelic
- Photographie : Guido Michelotti
- Montage : Patrizio Marone (it)
- Production : Marco Chimenz, Giovanni Stabilini et Riccardo Tozzi (it)
- Société de production : Cattleya, Vision Distribution (it), Beta Film, Sky Italia et TIMvision
- Société de distribution : Vision Distribution (it) (Italie)
- Pays de production :  Italie et  Allemagne
- Genre :Drame et film de gangsters
- Durée : 116 minutes
- Dates de sortie : 
  - États-Unis : 3 février 2019
  - Italie : 5 décembre 2019
  - France : 11 novembre 2021

## Distribution
- Marco D'Amore (VFB : Olivier Bony)[réf. nécessaire] : Ciro Di Marzio
- Giuseppe Aiello : Ciro enfant
- Salvatore D'Onofrio : Bruno
- Gianni Vastarella (VFB : Olivier Prémel) : Bruno Jeune
- Marianna Robustelli : Vera
- Martina Attanasio : Stella
- Gennaro Di Colandrea : Virgilio
- Nello Mascia (it) : Don Aniello Pastore
- Alexeï Gouskov : Youri Dobechenko
- Nunzio Coppola : Coppola
- Salvio Simeoli (it) : 'O Mierlo
- Salvatore Esposito : Gennaro Savastano

## Distinctions
Lors de la 65e cérémonie des David di Donatello, le film reçoit 1 nomination dans la catégorie Meilleur réalisateur débutant.